# 甘河林业局
甘河林业局是一个位于中华人民共和国内蒙古自治区呼伦贝尔市鄂倫春自治旗的类似乡级单位，亦是中国内蒙古森林工业集团所属的一个林业局。
甘河林业局开发于1956年，1958年更名为甘河林业局，位于大兴安岭东南坡。经营总面积357258公顷，森林覆被率91.79%，林业总人口16968人。

## 行政区划
甘河林业局下辖以下单位：
乌里特林场、奇力滨林场、甘源林场、源江林场、库西林场。